# 涂相
相（1486年—？），字夢卜，號東潭，江西南昌府南昌縣人，民籍，明朝政治人物。

## 生平
江西鄉試第七十四名舉人。正德十二年（1517年）中式丁丑科會試第一百九十八名，登第三甲第二十四名進士。礼部观政，初授浙江新昌县知縣。嘉靖元年（1522年）選貴州道監察御史。贬广德州判官，升扬州府通判。入为南京兵部员外郎，擢廣東按察司佥事，改雲南，致仕。

## 家族
曾祖涂良益；祖父涂丘山；父涂鳳占，嫡母楊氏；生母宗氏。具庆下。弟楫、朴。